# Nitreerzuur
Nitreerzuur is een mengsel van geconcentreerd zwavelzuur en salpeterzuur, zo veel mogelijk watervrij, dat kan worden gebruikt om een groot aantal hydroxylgroepbevattende stoffen zoals cellulose en glycerine in esters van salpeterzuur om te zetten, in de genoemde voorbeelden in cellulosenitraat (ook wel bekend als schietkatoen) en nitroglycerine:
{\displaystyle {\ce {R-OH + HNO3 -> R-ONO2 +H2O}}}
Tijdens de omestering van een verbinding komt zeer veel warmte vrij, de reactie moet gekoeld om ontleding van de gevormde verbinding en die van de reagentia tegen te gaan. De reactieproducten zijn vaak extreem brandbaar of explosief. Het uitvoeren van dergelijke reacties, waarbij vaak veel reactiewarmte vrijkomt, is dan ook een zeer gevaarlijke bezigheid omdat met spontane decompositie rekening moet worden gehouden.
Hetzelfde mengsel van zuren wordt ook gebruikt voor de nitrering van aromatische verbindingen. Hierbij echter worden nitroverbindingen gevormd, geen nitraatesters. De nitrering van aromaten is een voorbeeld van elektrofiele aromatische substitutie. Het grootste verschil is ook de manier van reageren, bij elektrofiele substitutie speelt vooral het nitroniumion een belangrijke rol in de substitutie op de aromatische ring. Bij de verestering wordt alleen maar een functionele groep aan de molecule gebonden. Het nitroniumion wordt gevormd doordat salpeterzuur wordt geprotoneerd door zwavelzuur:
{\displaystyle {\ce {HNO3 + 2 H2SO4 -> NO2^+ + 2 HSO4^- + H2O}}}